# Bouncen (Sport)

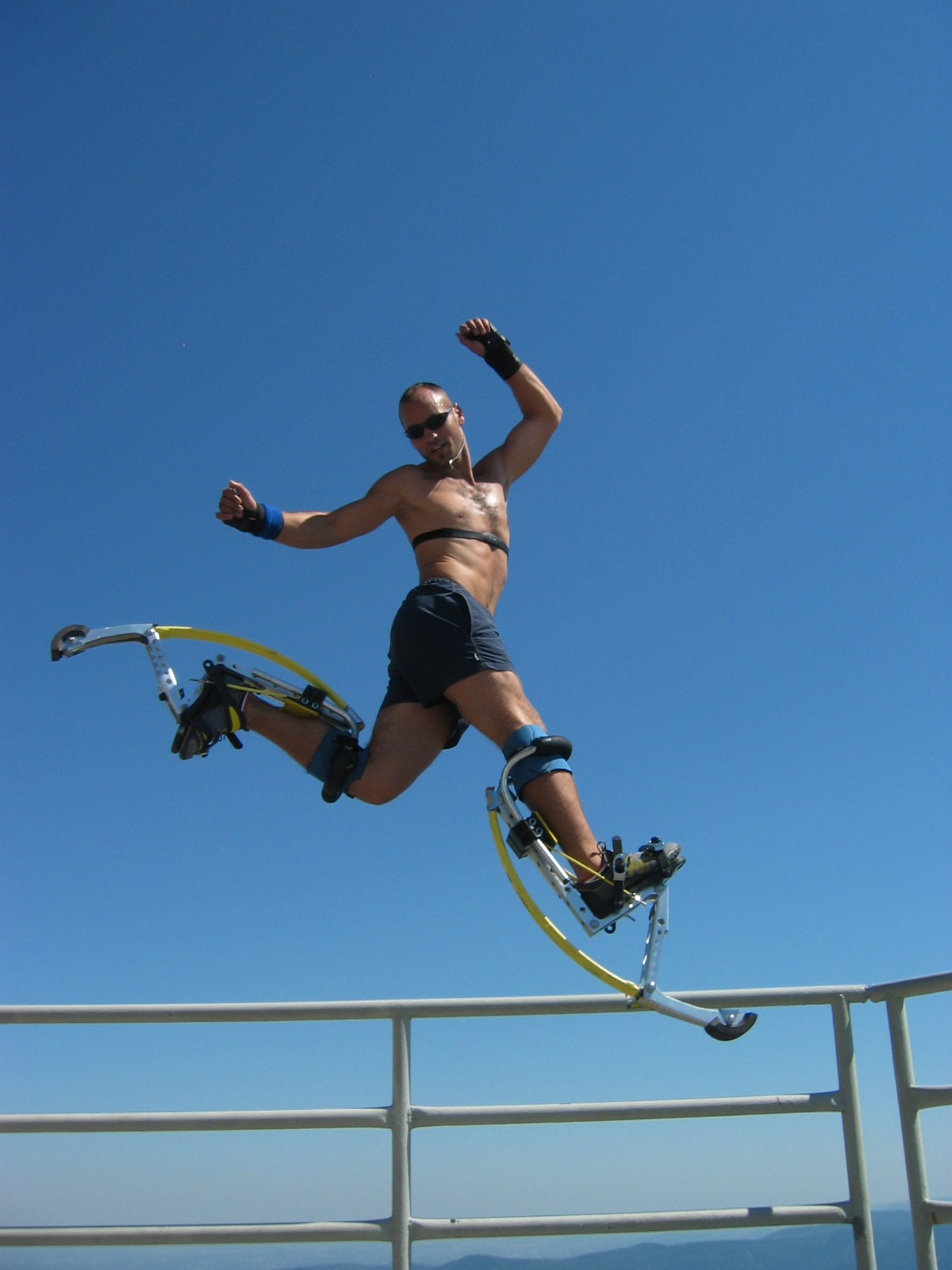
Sportler beim Bouncen

Bouncen (engl. to bounce: hüpfen, springen) oder Bocking/Powerbocking ist eine Funsportart. Beim Bouncen geht, läuft, sprintet, hüpft, springt oder saltiert der Sportler mit speziellen Sprungstelzen, die am Unterschenkel festgeschnallt werden. Die Kraft zum Springen rührt dabei von einer bogenförmigen Sprungfeder her, die durch das Körpergewicht des Ausübenden zusammengedrückt und dadurch gespannt wird. Der Name Bocking bezieht sich auf den deutschen Erfinder der Sprungstelzen, Alexander Böck, der diese Sprungstelzen 1999 zum Patent anmeldete. Die Sprungstelzen (eng. jumping stilts) werden nach ihrem Erfinder auch als Bocks bezeichnet, die ausübenden Personen als Bocker oder Powerbocker. Daneben sind auch die Bezeichnungen Flyjumper und Powerjumper im Gebrauch.
Erfahrene Bouncer schaffen Sprünge bis zu zwei Meter hoch und fünf Meter weit, schlagen Salti, zeigen Stunts oder sprinten mit einer Geschwindigkeit bis zu 45 km/h.

## Funktionsweisen der Sprungstelzen

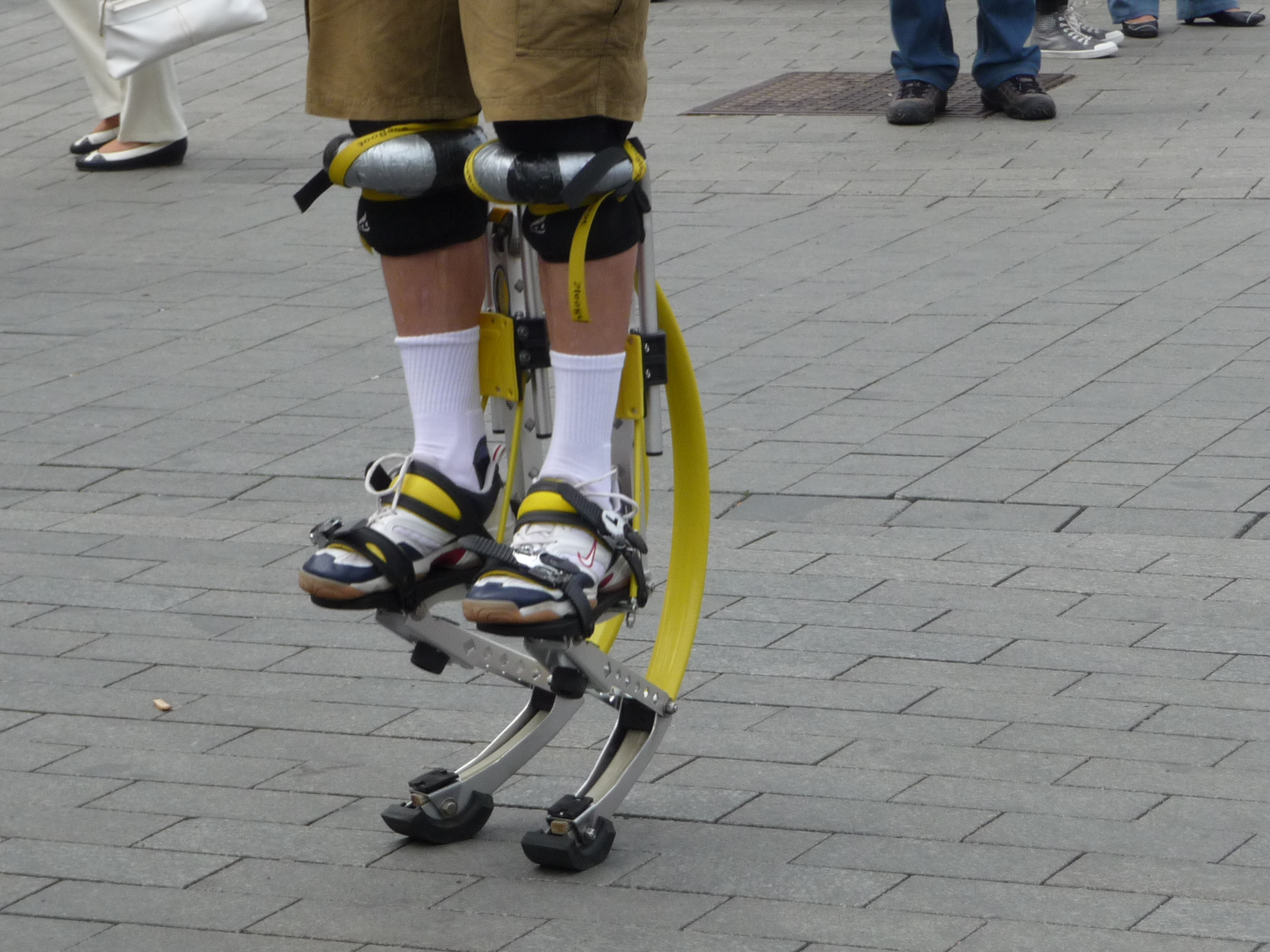
An den Beinen angeschnallte Sprungstelzen

Die Sprungstelzen bestehen im Wesentlichen aus einer bogenförmigen Sprungfeder, einer Trittfläche für den Fuß, einer Kniehalterung unterhalb der Kniescheibe, einem Sprunghebel zwischen Fußtrittfläche und gebogener Sprungfeder sowie einer Gummisohle für den Bodenkontakt am unteren Ende der Sprungfeder. Die Sprungfeder kann entweder aus Gummi ummanteltem Metall oder aus bruchsicherem Fiberglas bestehen. Die Kraft zum Springen rührt dabei von einer bogenförmigen Sprungfeder her, die durch das Körpergewicht des Ausübenden zusammengedrückt und dadurch gespannt wird. Nach der Stauchung versucht sich die bogenförmige Feder zu begradigen, wobei die vorher gespeicherte Kraft freigesetzt wird. Die Stärke der Sprungfedern richtet sich dabei nach dem Gewicht der ausübenden Person, da sowohl zu lasche, wie auch straffe Federn das Sprungvermögen beeinträchtigen.
Wie bei allem Umherstelzen muss man auch bei Sprungstelzen ständig in Bewegung bleiben oder sich an eine Wand lehnen, um nicht umzufallen.

## Hersteller
Die Sprungstelzen haben je nach Hersteller unterschiedliche Namen. Die größten Vermarkter sind Pro-Jump, Poweriser, Powerstrider, FlyJumper, SpeedJumper, PowerSkip und 7meilenstiefel, wobei die Typenbezeichnungen wiederum unterschiedlich lauten.

## Kosten
Die Stelzen werden zurzeit für rund 200 bis über 1000 € angeboten. Als Schutzausrüstung empfehlen sich Handgelenk-, Ellbogen- und Knieschützer, sowie auch das Tragen eines Helmes.

## Gefahren
Wie bei allen Stelzen besteht die Gefahr des Sturzes aus größerer Höhe. Da die Sprungstelzen am Unterschenkel festgeschnallt sind, kann man nicht einfach aus den Stelzen heraus- und herabspringen, um mit den Füßen auf dem Boden zu landen. Daher besteht durchaus ernsthafte Sturzgefahr. Aus diesem Grund ist das Anziehen von Sturzhelm, Knie-, Ellenbogen- und Handgelenkschonern geboten.
In der ZDF-Fernsehshow Wetten, dass..? am 4. Dezember 2010 erlitt der Spielkandidat Samuel Koch schwere Verletzungen, als er versuchte, auf Sprungstelzen mit einem Salto über ein fahrendes Auto zu springen. Der Wettkandidat zog sich dabei einen Bruch der Halswirbelsäule mit Rückenmarksquetschung zu und ist seither querschnittsgelähmt.

## Weltrekord im Rückwärts-Salto
Der Weltrekord im Rückwärts-Salto – eingetragen im Guinness-Buch der Rekorde – wird von „Half Animal“ Jesus Villa gehalten. Er schaffte am 4. Juli 2007 an der John Carroll University 19 Rückwärts-Salti auf einer Länge von über 100 Yards (etwa 91,4 Meter).

## Trivia
Hüpfen mit Sprungstelzen wurde während der Abschlusszeremonie der Olympischen Spiele 2008 in Beijing (Peking) gezeigt.